# Brachymeles vulcani
Espèce
Brachymeles vulcani est une espèce de sauriens de la famille des Scincidae.

## Répartition
Cette espèce est endémique de Camiguin aux Philippines.

## Étymologie
Son nom d'espèce lui a été donné en référence au lieu de sa découverte, le mont Vulcan.

## Publication originale
- Siler, Jones, Diesmos, Diesmos & Brown, 2012 : Phylogeny-Based Species Delimitation In Philippine Slender Skinks (Reptilia: Squamata: Scincidae) III: Taxonomic Revision of the Brachymeles Gracilis Complex, With Descriptions of Three New Species. Herpetological Monographs, vol. 26, no 1, p. 135-172 (texte intégral).